# Chega de Saudade
Chega de Saudade betraktas som den första bossa nova-sången, komponerad av Antonio Carlos Jobim med text av Vinícius de Moraes. Den första inspelningen gjordes av Elizete Cardoso på albumet Canção do Amor Demais 1958, men först när João Gilberto spelade in den några månader senare slog den igenom på allvar.
Chega de Saudade har tolkas i en mängd stilar av olika artiser, bland annat cellisten, Yo-Yo Ma på albumet "Obrigado Brazil", vibrafonisten Gary Burton på The Time Machine och Monica Zetterlund, då med svensk text som "Siv Larssons dagbok".